# 南新座
南新座（みなみしんざ）は岡山県津山市にある地名。郵便番号は708-0036。

## 地理
奴通り（岡山県道68号津山加茂線上）の東西に位置する。大半は同通りの西側。北は福渡町、宮脇町、戸川町（奴通り東側の北）、東は戸川町（奴通り西側の東）、新魚町、桶屋町、吹屋町、南は昭和町一丁目、西は西今町、西寺町、鉄砲町と接する。面積の小さい町の多い旧・城下町内にあっては大きめの町のひとつである。
なお、北新座など他の方角のついた住所上の地名は市内にはないが、小田中には西新座東、西新座西という町内会（又はその内部組織）が見られ、位置関係上も南新座と関係があると考えられる。

## 歴史

### 沿革
- 1889年6月1日 - 町村制施行により、津山城下町の南新座他、宮川以西の町が合併して西北条郡津山町となる。
- 1900年4月1日 - 津山町が東南条郡津山東町を編入するとともに、西北条郡が西西条郡、東南条郡、東北条郡と合併し、苫田郡津山町となる。
- 1923年4月1日 - 苫田郡林田村が町制・改称、津山東町となる。
- 1929年2月11日 - 津山町が周辺の町村と合併し、市制施行し、津山市となる。

## 世帯数と人口
2021年（令和3年）1月1日現在の世帯数と人口は以下の通りである。
| 町丁   | 世帯数  | 人口  |
| ------ | ------- | ----- |
| 南新座 | 266世帯 | 473人 |

## 小・中学校の学区
市立小・中学校に通う場合、学区は以下の通りとなる。
| 丁目                   | 小学校           | 中学校             |
| ---------------------- | ---------------- | ------------------ |
| 一丁目                 | 津山市立西小学校 | 津山市立鶴山中学校 |
| 二丁目・三丁目・四丁目 | 津山市立南小学校 | 津山市立鶴山中学校 |

## 交通

### 道路
- 岡山県道68号津山加茂線（当地内では全域奴通りに当たる）

## 施設
- アリコベール新座
- 光井産婦人科
- 水田皮膚科・泌尿器科・内科
- 神谷内科医院
- 谷医院
- 弓狩小児科
- 淀川眼科医院
- 山本医院

## 出身著名人
- 平沼騏一郎